# Max Casella
Pour les articles homonymes, voir Casella (homonymie).
Max Casella est un acteur et producteur de cinéma américain né Max Deitch le 6 juin 1967 à Washington.

## Biographie
Fils de David Deitch et de Doris Casella.

## Filmographie

### comme acteur
- 1989 : Docteur Doogie
- 1992 : Newsies : Racetrack Higgins
- 1993 : Cro (série télévisée) : Cro (voix)
- 1994 : Ed Wood : Paul Marco
- 1995 : Vif comme le vent (Windrunner) : Denny LeBlanc
- 1995 : The Adventures of Hyperman (série télévisée) : Studd Puppy (voix)
- 1996 : Sergent Bilko (Sgt. Bilko) : Pvt. Dino Paparelli
- 1997 : Le Plus Fou des deux (Trial and Error) : Dr. Brown, psychiatrist
- 1999 : Mafia Blues (Analyze This) : Nicky Shivers
- 1999 : Freak Talks About Sex : Freak's High School Friend
- 2000 : King of the Open Mic's : Heckler
- 2000 : Dinosaure (Dinosaur) : Zini (voix)
- 2000 : La Petite Sirène 2 (The Little Mermaid II: Return to the Sea) (vidéo) : Tip (voix)
- 2001 : Les Soprano (The Sopranos) : Benny Fazio
- 2002 : New York, section criminelle (saison 2, épisode 9) : Nicky
- 2005 : Bristol Boys : Donny
- 2005 : The Notorious Bettie Page : Howie
- 2010 : Boardwalk Empire (série télévisée) : Leo D'Alessio
- 2012 : Cogan : La Mort en douce (Killing Them Softly), d'Andrew Dominik
- 2013 : Inside Llewyn Davis, de Joel et Ethan Coen : Poppy Corsicatto
- 2013 : Blue Jasmine de Woody Allen
- 2013 : Apprenti Gigolo (Fading Gigolo) de John Turturro : Denny
- 2015 : Joker (Wild Card) de Simon West : Osgood
- 2016 : Vinyl (série télévisée)
- 2016 : Jackie de Pablo Larraín : Jack Valenti
- 2016 : Live by Night de Ben Affleck : Digger Pescatore
- 2017 : Wonder Wheel de Woody Allen : Ryan
- 2018 : Night Comes On : Mark
- 2020 : Le Rythme de la vengeance (The Rhythm Section) de Reed Morano : Leon Giler
- 2021 : The Tender Bar de George Clooney
- 2021 : This Is the Night de James DeMonaco
- 2022 : Tulsa King (série TV) : Armand
- 2024 : New York, unité spéciale (saison 25, épisode 4) : Mickey Dowling

### comme producteur
- 1991 : Blood Drips Heavily on Newsies Square (vidéo)

## Ludographie
- 2001 : Jak and Daxter: The Precursor Legacy : Daxter
- 2003 : Jak II : Daxter
- 2004 : Jak 3 : Daxter
- 2005 : Jak X : Daxter
- 2006 : Daxter : Daxter
- 2009 : Jak and Daxter: The Lost Frontier : Daxter
- 2011 : PlayStation Move Heroes : Daxter
- 2012 : PlayStation All-Stars Battle Royale : Daxter

## Récompenses et nominations

### Récompenses
- 1998 : Theatre World Award pour son interprétation de Timon dans Le Roi lion à Broadway